# Amblystegiaceae
Amblystegiaceae là một họ rêu. Họ này gồm 20 đến 30 chi với khoảng 150 loài. Các loài thuộc chi này có ở khắp thế giới.

## Chi
Chi thuộc họ Amblystegiaceae:
- Amblystegium Schimp.1853 (e.g. Amblystegium serpens)
- Anacamptodon Brid.1818
- Arvernella Hugonnot & Hedenäs2015
- Bryostreimannia Ochyra1991
- Campylium (Sull.) Spruce1867
- Calliergon (Sull.) Kindb.1894
- Campylidium (Kindb.) Ochyra2003
- Campylium (Sull.) Mitt.1869
- Campylophyllopsis W.R. Buck2009
- Campylophyllum (Schimp.) M. Fleisch.1914
- Conardia H. Rob.1976
- Cratoneuron (Sull.) Spruce1867
- Cratoneuropsis (Broth.) M. Fleisch.1923
- Drepanium (Schimp.) Spruce1867
- Drepanocladus (Müll. Hal.) G. Roth1899
- Gradsteinia Ochyra1990
- Hygroamblystegium Loeske1903
- Hygrohypnum Lindb.1872 [1873]
- Jankuceraea Ignatov & Ignatova2022
- Kandaea Jan Kučera & Hedenäs2020
- Koponenia Ochyra1985
- Larrainia W.R. Buck2015
- Leptodictyum (Schimp.) Warnst.1906
- Limbella (Müll. Hal.) Renauld & Cardot1899
- Microamblystegium Fedosov, Ignatova & Jan Kučera2021
- Microhypnum Jan Kučera & Ignatov2019
- Palustriella Ochyra1989
- Pictus C.C. Towns.1983
- Platyhypnum Loeske1911
- †Protoochyraea Ignatov1990
- Pseudoamblystegium Vanderp. & Hedenäs2009
- Pseudocampylium Vanderp. & Hedenäs2009
- Sasaokaea Broth.1929
- †Sciaromiadelphus Abramova & I.I. Abramov1967
- Serpoleskea (Hampe ex Limpr.) Loeske1905
- Tomentypnum Loeske1911
- Vittia Ochyra1987

### Chi cũ
- Acrocladium Mitt.1869 – nay được xếp vào Acrocladiaceae
- Apterygium Kindb.1885 – đồng nghĩa với Platydictya
- Callialaria Ochyra1989 – đồng nghĩa với Cratoneuron
- Calliergidium Grout1929 – đồng nghĩa với Drepanocladus
- Campyliadelphus (Kindb.) R.S. Chopra1975 – đồng nghĩa với Campylium
- Donrichardsia H.A. Crum & L.E. Anderson1979 – nay được xếp vào Brachytheciaceae
- Hamatocaulis Hedenäs1989 – nay được xếp vào Scorpidiaceae
- Hygrohypnella Ignatov & Ignatova2004 – nay được xếp vào Scorpidiaceae
- †Hypnites Ettingsh.1855 – nay được xếp vào Tricostaceae
- Hypnobartlettia Ochyra1985 – đồng nghĩa với Cratoneuropsis
- Limprichtia Loeske1907 – đồng nghĩa với Scorpidium
- Loeskypnum H.K.G. Paul1918 – nay được xếp vào Calliergonaceae
- †Neocalliergon R.S. Williams1930 – nay được xếp vào Tricostaceae
- Ochyraea Váňa1986 – đồng nghĩa với Platyhypnum
- Orthotheciella (Müll. Hal.) Ochyra1998 – đồng nghĩa với Cratoneuropsis
- Platydictya Berk.1863 – nay được xếp vào Plagiotheciaceae
- Platylomella A.L. Andrews1950 – nay được xếp vào Leskeaceae
- Pseudocalliergon (Limpr.) Loeske1907 – đồng nghĩa với Drepanocladus
- Pseudohygrohypnum Kanda1976 [1977] – nay được xếp vào Pylaisiaceae
- Richardsiopsis Ochyra1986 – đồng nghĩa với Drepanocladus
- Sanionia Loeske1907 – nay được xếp vào Scorpidiaceae
- Sarmentypnum Tuom. & T.J. Kop.1979 – nay được xếp vào Calliergonaceae
- Sciaromiella Ochyra1986 – đồng nghĩa với Vittia
- Sciaromiopsis Broth.1924 – đồng nghĩa với Brachythecium
- Scorpidium (Schimp.) Limpr.1899 – nay được xếp vào Scorpidiaceae
- Sinocalliergon Sakurai1949 – đồng nghĩa với Hydrogonium
- Straminergon Hedenäs1993 – nay được xếp vào Calliergonaceae
- Warnstorfia Loeske1907 – nay được xếp vào Calliergonaceae